# ギリェルモ・ガルシア＝ロペス
ギリェルモ・ガルシア＝ロペス（Guillermo García-López, 1983年6月4日 - ）は、スペイン・アルバセテ県ラ・ロダ出身の男子プロテニス選手。これまでにATPツアーでシングルス5勝、ダブルス3勝を挙げている。身長188cm。右利き、バックハンド・ストロークは片手打ち。自己最高ランキングはシングルス23位、ダブルス27位。

## 選手経歴

### ジュニア時代
ガルシア＝ロペスは7歳でテニスを始めた。

### 2002年 プロ転向
2002年にプロに転向。

### 2004年 グランドスラム初出場
4大大会では2004年全仏オープンで予選を勝ち上がり初出場し、2回戦で第17シードのトミー・ロブレドに4-6, 6-3, 5-7, 4-6で敗れている。

### 2005年 グランドスラム2回戦進出
2005年全豪オープン男子シングルスでは予選から勝ち上がり1回戦で当時世界ランキング5位のカルロス・モヤを7-5, 6-3, 3-6, 6-3で破る殊勲を挙げた。ウィンブルドンでは1回戦で第17シードのダビド・フェレールを6-3, 6-2, 7-6(7)で破っている。

### 2009年 ツアー初優勝
2009年のオーストリア・オープンでシングルスツアー初の決勝に進出し ジュリアン・ベネトーを3–6, 7–6(1), 6–3で破りツアー初優勝を果たした。

### 2010年 ツアー2勝目
2010年のタイ・オープンでは準決勝で当時世界ランキング1位のラファエル・ナダルを2-6, 7-6(3), 6-3で破り初めて世界1位の選手に勝利した。決勝ではヤルコ・ニエミネンを6–4, 3–6, 6–4で破りシングルスツアー2勝目を挙げた。上海マスターズでは当時7位のトマーシュ・ベルディハを7-6(4), 6-3で破りベスト8に進出している。

### 2013年 デビス杯初出場
2013年2月のカナダとのデビスカップワールドグループ1回戦で初めてデビスカップスペイン代表として選ばれた。ミロシュ・ラオニッチとのシングルスに出場したが、3-6, 4-6, 2-6で敗れチームも初戦で敗退した。

### 2014年 ツアー3勝目
2014年4月のハサン2世グランプリでは決勝でマルセル・グラノリェルスを5–7, 6–4, 6–3で破り3年半ぶりのシングルス3勝目を挙げた。全仏オープンでは1回戦で全豪オープン優勝者の第3シードスタニスラス・ワウリンカを6-4, 5-7, 6-2, 6-0で破って勝ち進み4大大会で初めて4回戦に進出した。4回戦ではガエル・モンフィスに0-6, 2-6, 5-7で敗れた。

### 2016年 全米ダブルス準優勝
2016年全米オープン男子ダブルスではパブロ・カレーニョ・ブスタと組んで、準決勝で全仏優勝ペアのフェリシアーノ・ロペス/マルク・ロペス組に勝利し、決勝進出。決勝でジェイミー・マリー/ブルーノ・ソアレス組に2-6, 3-6で敗れ準優勝。

### 2017年 全豪ダブルスベスト4
2017年全豪オープン男子ダブルスでもパブロ・カレーニョ・ブスタと組んでベスト4進出を果たしている。

## ATPツアー決勝進出結果

### シングルス: 9回 (5勝4敗)
| 大会グレード                            |
| グランドスラム (0-0)                    |
| ATPワールドツアー・ファイナル (0-0)     |
| ATPワールドツアー・マスターズ1000 (0-0) |
| ATPワールドツアー・500シリーズ (0-0)    |
| ATPワールドツアー・250シリーズ (5–4)    |

| サーフェス別タイトル |
| ハード (2–2)         |
| クレー (3–1)         |
| 芝 (0–1)             |
| カーペット (0-0)     |

| 結果   | No. | 決勝日        | 大会                 | サーフェス    | 対戦相手                 | スコア               |
| ------ | --- | ------------- | -------------------- | ------------- | ------------------------ | -------------------- |
| 優勝   | 1.  | 2009年5月18日 | キッツビュール       | クレー        | ジュリアン・ベネトー     | 3–6, 7–6(1), 6–3     |
| 準優勝 | 1.  | 2010年6月19日 | イーストボーン       | 芝            | ミカエル・ロドラ         | 5–7, 2–6             |
| 優勝   | 2.  | 2010年10月3日 | バンコク             | ハード (室内) | ヤルコ・ニエミネン       | 6–4, 3–6, 6–4        |
| 準優勝 | 2.  | 2013年4月28日 | ブカレスト           | クレー        | ルカシュ・ロソル         | 3–6, 2–6             |
| 準優勝 | 3.  | 2013年9月22日 | サンクトペテルブルク | ハード (室内) | エルネスツ・グルビス     | 6-3, 4-6, 0-6        |
| 優勝   | 3.  | 2014年4月13日 | カサブランカ         | クレー        | マルセル・グラノリェルス | 5–7, 6–4, 6–3        |
| 優勝   | 4.  | 2015年2月8日  | ザグレブ             | ハード (室内) | アンドレアス・セッピ     | 7–6(4), 6–3          |
| 優勝   | 5.  | 2015年4月26日 | ブカレスト           | クレー        | イジー・ベセリー         | 7–6(7–5), 7–6(13–11) |
| 準優勝 | 4.  | 2015年10月5日 | 深圳                 | ハード        | トマーシュ・ベルディハ   | 3-6, 6-7(7)          |

### ダブルス: 9回 (3勝6敗)
| 結果   | No. | 決勝日        | 大会                   | サーフェス    | パートナー                 | 対戦相手                                          | スコア              |
| ------ | --- | ------------- | ---------------------- | ------------- | -------------------------- | ------------------------------------------------- | ------------------- |
| 準優勝 | 1.  | 2006年7月24日 | ウマグ                 | クレー        | アルベルト・ポルタス       | ヤロスラフ・レビンスキー ダビド・シュコッホ       | 4–6, 4–6            |
| 準優勝 | 2.  | 2007年7月22日 | シュトゥットガルト     | クレー        | フェルナンド・ベルダスコ   | フランティシェク・チェルマク レオシュ・フリエドル | 4–6, 4–6            |
| 準優勝 | 3.  | 2009年10月4日 | バンコク               | ハード (室内) | ミーシャ・ズベレフ         | エリック・ブトラック ラジーブ・ラム               | 6–7(4), 3–6         |
| 優勝   | 1.  | 2010年1月8日  | ドーハ                 | ハード        | アルベルト・モンタニェス   | フランティシェク・チェルマク ミハル・メルティナク | 6–4, 7–5            |
| 準優勝 | 4.  | 2013年7月28日 | グシュタード           | クレー        | パブロ・アンドゥハル       | ジェイミー・マリー ジョン・ピアーズ               | 3–6, 4–6            |
| 優勝   | 2.  | 2014年3月2日  | サンパウロ             | クレー        | フィリップ・オズワルド     | フアン・セバスティアン・カバル ロベルト・ファラ   | 5–7, 6–4, [15–13]   |
| 準優勝 | 5.  | 2014年7月13日 | シュトゥットガルト     | クレー        | フィリップ・オズワルド     | マテウシュ・コワルチク アルチョム・シタック       | 6–2, 1–6, [7–10]    |
| 優勝   | 3.  | 2016年8月27日 | ウィンストン・セーラム | クレー        | ヘンリ・コンティネン       | アンドレ・ベーゲマン リーンダー・パエス           | 4–6, 7–6(6), [10–8] |
| 準優勝 | 6.  | 2016年9月10日 | 全米オープン           | ハード        | パブロ・カレーニョ・ブスタ | ジェイミー・マリー ブルーノ・ソアレス             | 2-6, 3-6            |

## シングルス成績
略語の説明
| W | F | SF | QF | #R | RR | Q# | LQ | A | Z# | PO | G | S | B | NMS | P | NH |

W=優勝, F=準優勝, SF=ベスト4, QF=ベスト8, #R=#回戦敗退, RR=ラウンドロビン敗退, Q#=予選#回戦敗退, LQ=予選敗退, A=大会不参加, Z#=デビスカップ/BJKカップ地域ゾーン, PO=デビスカップ/BJKカッププレーオフ, G=オリンピック金メダル, S=オリンピック銀メダル, B=オリンピック銅メダル, NMS=マスターズシリーズから降格, P=開催延期, NH=開催なし.
| 大会           | 2004 | 2005 | 2006 | 2007 | 2008 | 2009 | 2010 | 2011 | 2012 | 2013 | 2014 | 2015 | 2016 | 2017 | 2018 | 2019 | 通算成績 |
| -------------- | ---- | ---- | ---- | ---- | ---- | ---- | ---- | ---- | ---- | ---- | ---- | ---- | ---- | ---- | ---- | ---- | -------- |
| 全豪オープン   | LQ   | 2R   | 2R   | 2R   | 3R   | 2R   | 1R   | 3R   | 1R   | 1R   | 2R   | 4R   | 3R   | 1R   | 2R   | 1R   | 15–15    |
| 全仏オープン   | 2R   | 1R   | 1R   | 2R   | 2R   | 1R   | 2R   | 3R   | 1R   | 1R   | 4R   | 1R   | 2R   | 3R   | 2R   | 1R   | 13–16    |
| ウィンブルドン | LQ   | 2R   | 2R   | 1R   | 3R   | 2R   | 1R   | 2R   | 2R   | 1R   | 1R   | 1R   | 1R   | A    | 2R   | LQ   | 8–13     |
| 全米オープン   | LQ   | 1R   | 1R   | 1R   | 2R   | 2R   | 2R   | 2R   | 2R   | 1R   | 2R   | 3R   | 1R   | A    | A    | 1R   | 8–13     |

### 大会最高成績
| 大会                 | 成績 | 年         |
| -------------------- | ---- | ---------- |
| ツアーファイナル     | A    | 出場なし   |
| インディアンウェルズ | 4R   | 2010       |
| マイアミ             | 3R   | 2014, 2015 |
| モンテカルロ         | QF   | 2014       |
| マドリード           | 3R   | 2010, 2011 |
| ローマ               | 3R   | 2010, 2015 |
| カナダ               | 1R   | 2009, 2014 |
| シンシナティ         | 3R   | 2009       |
| 上海                 | QF   | 2010       |
| パリ                 | 2R   | 2011       |
| ハンブルグ           | 2R   | 2006       |
| オリンピック         | A    | 出場なし   |
| デビスカップ         | A    | 出場なし   |